# سالوومیر رینکیه‌ویچ
سالوومیر رینکیه‌ویچ (لهستانی: Slawomir Rynkiewicz؛ زادهٔ ۱۹ نوامبر ۱۹۷۰) هنرپیشه و ورزشکار اهل لهستان و سوئد است.
از فیلم‌ها یا مجموعه‌های تلویزیونی که وی در آن‌ها نقش داشته است، می‌توان به زندگی دوستان ما (۲۰۰۹) اشاره نمود.